# Enfile-aiguille
Un enfile-aiguille est un outil servant à enfiler un fil au travers du chas d'une aiguille à coudre. La première utilisation connue de l'enfile-aiguille en Europe date du 18e ou 19e siècle.

## Enfile-aiguille en métal
Plusieurs sortes existent, mais le type le plus commun combine un filament mince et court plié en forme de losange, avec un coin fixé à une pièce de plastique ou de tôle mince. Le filament est inséré par le chas de l'aiguille, puis le fil est inséré dans l'ouverture de l'enfile-aiguille. Finalement, l'enfile-aiguille est retiré délicatement de l'aiguille entrainant avec lui une boucle de fil. L'enfile-aiguille typique est embossé d'une image de femme de profil, possiblement Ariadne,.

Méthode d'utilisation de l'enfile-aiguille
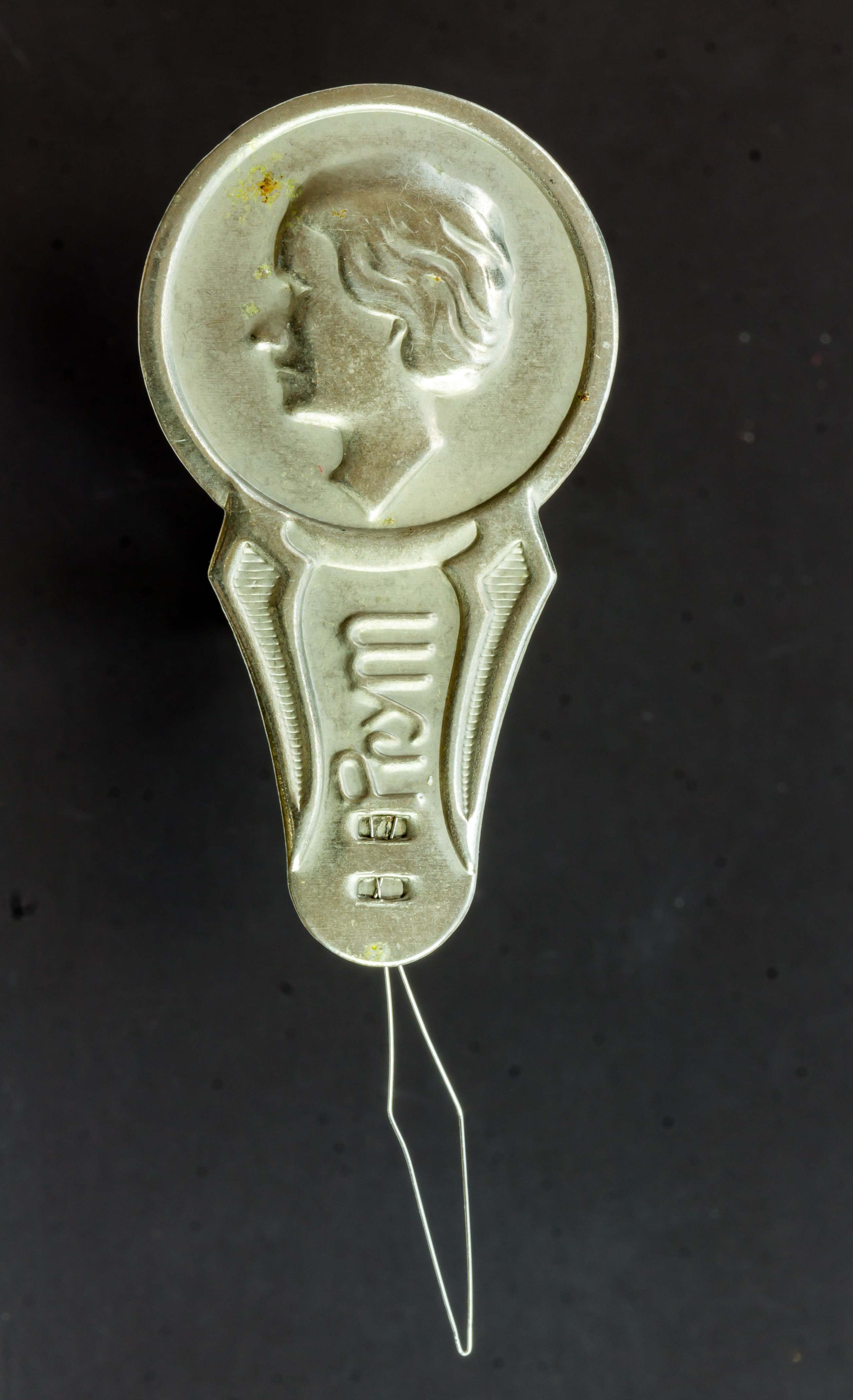
Enfile-aiguille embossé d'une personne de profil.

## Enfile-aiguille pour machine à coudre
Un autre type d'enfile-aiguille est à fonctionnement mécanique. Il est fréquent de nos jours de le retrouver inclus dans des machines à coudre ou à broder, ainsi que comme outil indépendant.